# Herminia arenosa
Herminia arenosa là một loài bướm đêm trong họ Noctuidae.